# Tarzan et sa compagne
Pour les articles homonymes, voir Tarzan (homonymie).
Série
Tarzan l'homme singe Tarzan s'évade
Pour plus de détails, voir Fiche technique et Distribution.
Tarzan et sa compagne (Tarzan and his mate) est un film américain réalisé par Cedric Gibbons et Jack Conway, sorti en 1934.

## Synopsis

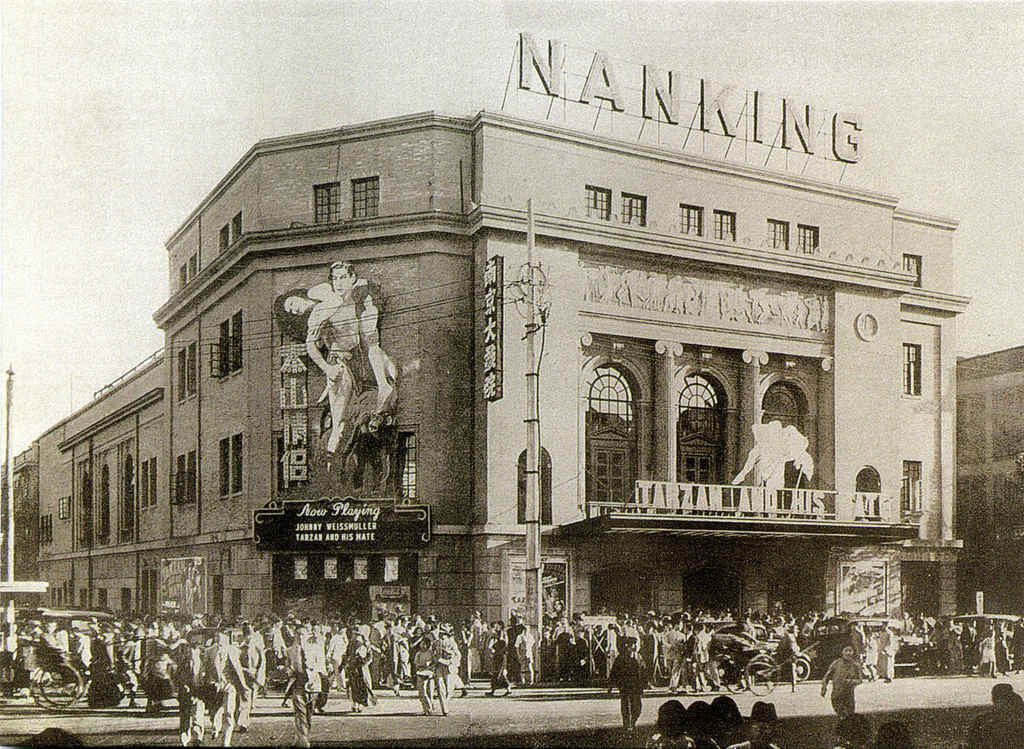
Le film à l'affiche du cinéma Nanking Teatre (Chine), en 1934.

Cela fait maintenant un an que Tarzan et Jane vivent le parfait amour dans la jungle, avec Cheeta comme fidèle compagnon mais la quiétude des deux amants va être rapidement troublée par l'arrivée dans leur jungle, de Harry Holt, de Martin Arlington et de leur impressionnant convoi. 
Un an plus tôt, alors que Harry repartait pour la civilisation après le décès de James Parker et la découverte du cimetière des éléphants, Jane lui dit qu'un beau jour il reviendrait avec le plus grand safari jamais vu et qu'il rapporterait tout cet ivoire avec lui et deviendrait très riche. 
Pour financer son expédition et également pour essayer de ramener Jane avec lui -dont il est toujours amoureux, Harry fait appel à l'un de ses amis britannique, très riche, Martin Arlington. Mais leurs préparatifs attirent l'attention de deux européens résidant eux aussi au comptoir du Congo, Pierce et Van Hesse, ils volent la carte qu'avait jadis tracé Harry pour retourner au cimetière des éléphants et engagent les cinquante meilleurs guerriers du village que Harry comptait engager. 
Apprenant cela, Harry ordonne à son employé d'aller quérir deux cents guerriers pour leur safari et partent alors pour la barrière du Mutia, croisant au passage une tribu hostile, les Gabonis, de farouches cannibales mettant à mal l'expédition. Beaucoup de porteurs et de guerriers sont massacrés par les Gabonis, mais le Mutia étant sacré et tabou, les indigènes n'osent poursuivre les étrangers sur la montagne.
Ce film (sorti trois mois avant l'application du code de censure Hays) est célèbre pour une longue scène, filmée sous l'eau, où Jane (incarnée pour cette scène par la championne de natation Josephine McKim) nage intégralement nue dans une rivière.

## Fiche technique
- Titre : Tarzan et sa compagne
- Titre original : Tarzan and his mate
- Réalisation : Cedric Gibbons et Jack Conway
- Assistant réalisateur : Nick Grinde (non crédité)
- Scénario : Howard Emmett Rogers et Leon Gordon d'après l'histoire de James Kevin McGuinness et les personnages créés par Edgar Rice Burroughs
- Production : Bernard H. Hyman
- Société de production : Metro-Goldwyn-Mayer
- Musique : Douglas Shearer
- Photographie : Charles G. Clarke (crédité Charles Clarke) et Clyde De Vinna
- Cadreurs : Ellsworth Fredericks et Lester White (non crédités)
- Montage : Tom Held
- Effets spéciaux : James Basevi (non crédité)
- Pays d'origine : États-Unis
- Format : Noir et blanc - 35 mm - 1,37:1 - Son : Mono (Western Electric Sound System)
- Genre : Film d'aventure
- Durée : 104 minutes
- Dates de sortie : 
  - États-Unis : 16 avril 1934 (première), 20 avril 1934 (sortie nationale)

## Distribution
Légende : 1er doublage / 2e doublage (1975)

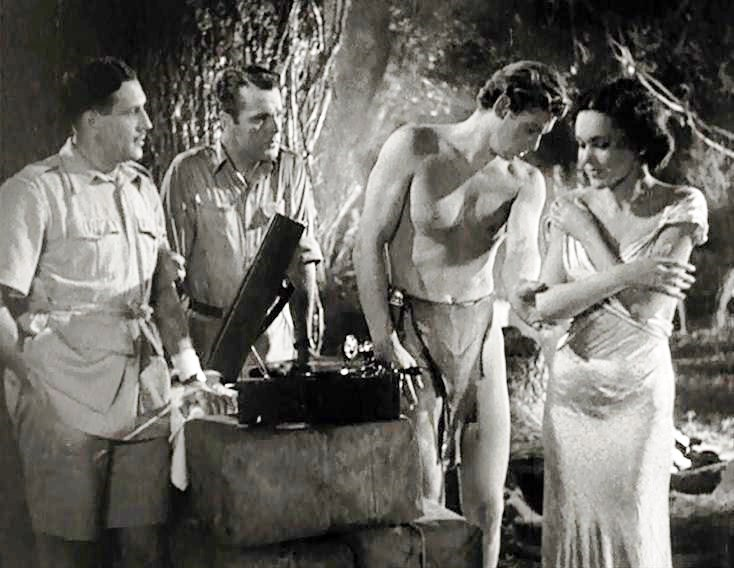
Paul Cavanagh, Neil Hamilton, Johnny Weissmuller et Maureen O'Sullivan dans le film.

- Johnny Weissmuller (VF : Jacques Erwin / Jean Roche) : Tarzan
- Maureen O'Sullivan (VF : Colette Broïdo / Monique Thierry) : Jane Parker
- Neil Hamilton (VF : Jean-Louis Maury) : Harry Holt
- Paul Cavanagh (VF : Gabriel Cattand) : Martin Arlington
- Desmond Roberts (VF : Marc de Georgi) : Henry Van Ness
- William Stack (VF : Claude Joseph) : Tom Pierce
- Nathan Curry : Saïd

Acteurs non crédités :
- Everett Brown : Un porteur
- Paul Porcasi : M. Feronde
- Yola d'Avril :  Mme Feronde